# Elaeocarpus kontumensis
Elaeocarpus kontumensis är en tvåhjärtbladig växtart som beskrevs av François Gagnepain. Elaeocarpus kontumensis ingår i släktet Elaeocarpus och familjen Elaeocarpaceae. Inga underarter finns listade i Catalogue of Life.